# Saint-Philibert (Quebec)
Saint-Philibert es un municipio canadiense situado en la provincia de Quebec.

## Superficie
Saint-Philibert tiene una superficie de 57,16 km².

## Demografía
En 2021, tenía 379 habitantes, una densidad poblacional de 6,6 hab./km², y 160 viviendas.